# قانون الهجرة لسنة 1924
قانون الهجرة لعام 1924 أو قانون جونسون ريد كان قانونًا اتحاديًا للولايات المتحدة يقيد العدد السنوي للمهاجرين الذين يمكن قبولهم من أي بلد إلى 2% من عدد سكان هذا البلد الذين يعيشون في الولايات المتحدة اعتبارًا من تعداد 1890. بانخفاض عن القانون الذي حدد في عام 1921 والذي حدد عدد المهاجرين بـ 3% واعتمد على تعداد 1910. يهدف القانون في المقام الأول إلى زيادة تقييد الهجرة من جنوب أوروبا وأوروبا الشرقية، وخاصةً الإيطاليين ويهود شرق أوروبا. بالإضافة إلى أنه يقيد بشدة هجرة الأفارقة ويحظر صراحة هجرة العرب والآسيويين. ووفقًا لمكتب وزارة الخارجية الأمريكية للمؤرخ فإن الغرض من هذا الفعل هو «الحفاظ على المثالية للتجانس الأمريكي».